# Rolemaster

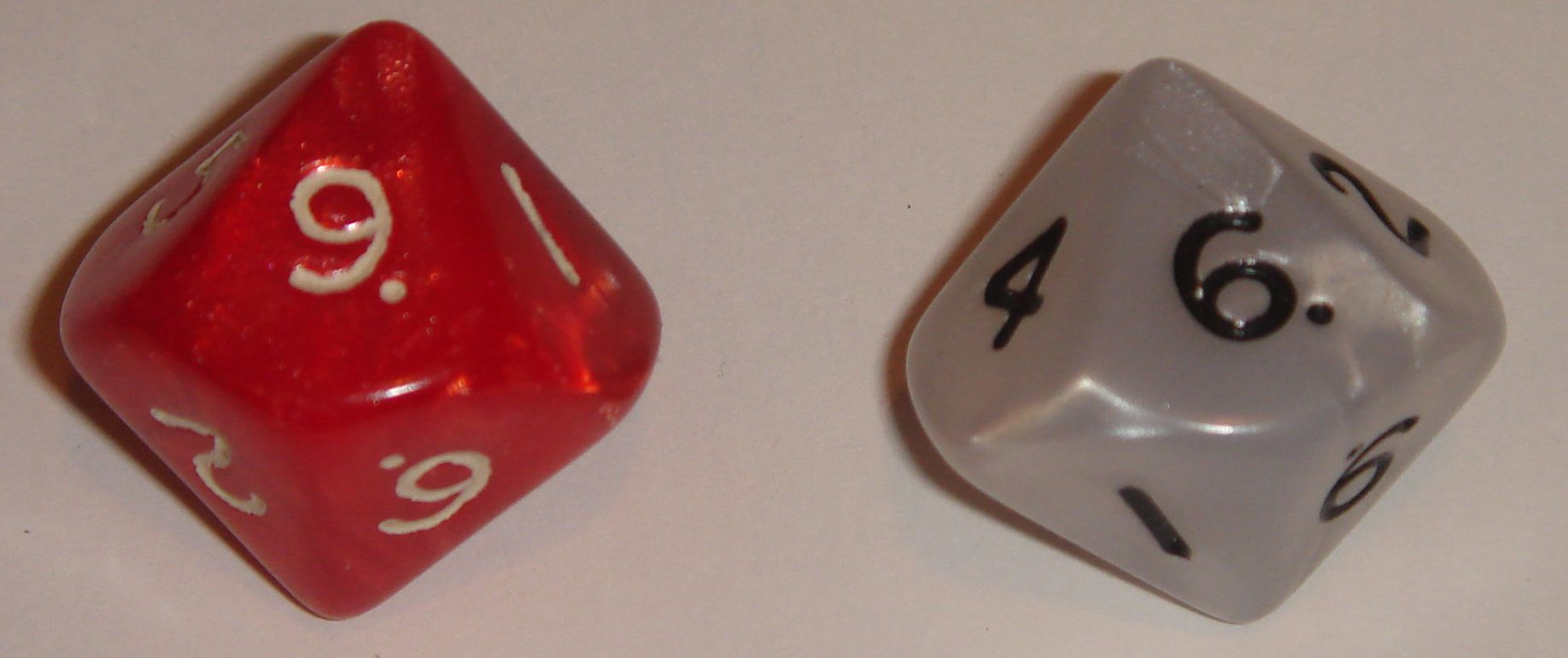
Rolemaster verwendet 2 zehnseitige Würfel

Rolemaster ist ein Fantasy-Pen-&-Paper-Rollenspiel, das seit 1980 von der US-amerikanischen Spielefirma Iron Crown Enterprises entwickelt wurde. Es besteht nur aus der Spielmechanik und stellt keine vorgefertigte Spielwelt zur Verfügung, so dass das Spiel einen gewissen universellen Charakter innerhalb des Fantasy-Genres hat. Rolemaster gilt als eines der umfangreichsten und detailliertesten Rollenspielsysteme, weshalb es scherzhaft auch als „Rulemaster“ (Regelmeister) oder „Rollmaster“ (Würfelmeister) bezeichnet wird.
Rolemaster-Regelwerke sind klassisch in mehrere einzelne thematische Regelbücher gegliedert, die im Englischen jeweils auf Law enden. So ist das Buch Arms Law das Regelwerk für Kämpfe mit Waffen, bzw. Claw Law das Regelwerk für Waffenlosen Kampf, Character Law enthält die Regeln zur Erstellung einer Spielfigur und deren Weiterentwicklung und Spell Law die Regeln für das Wirken von Magie durch die Spielfiguren.

## Spielmechanik
Das prinzipielle Regel-System ist seit den Anfängen von Rolemaster im Wesentlichen unverändert. Es basiert auf einer Werteskala von 1 bis 100, wobei 100 nicht immer das absolute Maximum darstellt. Charaktere haben zehn Attribute, die angeborene körperliche und geistige Eigenschaften repräsentieren, im Verlauf des Spiels aber verhältnismäßig unbedeutend sind, da von ihnen lediglich eine Modifikation für die erlernbaren Eigenschaften (Fertigkeiten) abgeleitet wird. Anders als bei anderen Rollenspielen werden Veränderungen an den Attributen durch Volkszugehörigkeit (Elf, Zwerg, Mensch etc.) nicht dem eigentlichen Attribut zugerechnet, sondern schlagen sich direkt auf den vom Attribute anhand einer Tabelle bestimmten Bonus nieder. Charaktere besitzen eine Charakterklasse, die prägend für die Weiterentwicklung der Figur ist, aber nicht alleinbestimmend. Wenn der Charakter durch Erfahrungsgewinn eine Stufe aufsteigt erhält er eine Anzahl von Punkten zur Verteilung auf Fertigkeiten, wobei die Punktkosten zum Erwerb von neuen Fertigkeitsstufen von der Charakterklasse abhängen.
Zufallsergebnisse werden ausschließlich mit W100 bestimmt, durch die Eigenschaften des Charakters und möglicherweise durch die Schwierigkeit modifiziert und mit einer Tabelle verglichen, die von der Art der Interaktion abhängt. Es gilt aber immer: je höher das Ergebnis ist, umso besser. Erfolge sind in der Tabelle entsprechend abgestuft, in früheren Rolemaster-Versionen manchmal bis auf den einzelnen Punkt genau.
Eine vereinfachte Form von Rolemaster stellt MERS, das Mittelerde-Rollenspiel, das sich als Ableger selbstständig entwickelt hat und sehr detaillierte Mittelerde-Quellenbücher bietet. Weitere Abkömmlinge vom Rolemaster-Spielsystem sind zum Beispiel Space Master und Run out the Guns.

## Entwicklung
Rolemaster entstand aus einem Projekt um für andere Rollenspiele, insbesondere AD&D ein optionales Kampfsystem zur Verfügung zu stellen, das wesentlich detaillierter bei der Auswertung von Treffern war. Entsprechend war 1980 das erste was von Rolemaster veröffentlicht wurde das Arms Law, direkt gefolgt vom Claw Law (für unbewaffnete Kämpfe und Kämpfe mit Klauen und Zähnen).

### Rolemaster I
1981 folgte das Spell Law, das die Regeln für Magie beziehungsweise für Zauberei ersetzen konnte, wobei es zunächst noch aus drei einzelnen Büchern in einer Box bestand. 1982 erschienen dann das Arms Law & Claw Law zusammen in einer Box, kurz darauf gefolgt von dem Character Law, das neue Regeln zur Charaktererschaffung und -weiterentwicklung vorstellte. Noch im selben Jahr erschien die eigentlich erste Ausgabe von Rolemaster als Box, die vier Hefte enthielt: das Charakter Law, das Spell Law (inzwischen zu einem Heft zusammengefasst) und das Arms Law & Claw Law (ebenfalls zu einem Heft zusammengefasst) sowie eine Spielweltbeschreibung namens The World of Vog Mur. 1984 erschien noch zusätzlich das Campaign Law, eine Anleitung zur Entwicklung von Spielwelten.

### Rolemaster II
Noch im Jahr 1984 wurde das neue Campaign Law zusammengefasst zu Character Law & Campaign Law und zusammen mit den überarbeiteten Versionen des Spell Law und des Arms Law & Claw Law als die 2. Edition von Rolemaster angeboten. Die letzte Neuauflage von Rolemaster II erfolgte 1989. 1992 erschienen mit War Law Regeln für Kämpfe zwischen großen Gruppen und mit Sea Law erschien 1994 ein letztes Law-Buch.
1985 begann I.C.E. damit, verschiedene Zusatzbücher für Rolemaster zu veröffentlichen, häufig einfach durchnummeriert: Creatures & Treasures, 1985; -II, 1989 und -III, 1993. Die Rolemaster Companion Bücher (dt. Rolemaster Begleiter oder Gefährten) erschienen im Prinzip jährlich mit neuen Zauberlisten, Charakterklassen und optionalen Zusatzregeln bis zur Nummer VII in den Jahren 1986 bis 1993 und zusätzliche Companion Bücher für Spezialthemen: Elemental Companion, 1989; Spell User's Companion, 1991; Alchemy Companion und Oriental Companion, 1992 und das Arms Companion, 1993.
Weiterhin brachte I.C.E. verschiedene Genrebücher heraus, die das System auf spezielle Settings anpassten: Robin Hood, 1987; Mythic Greece, 1988; Vikings, 1989; Pirates, Mythic Egypt und Dark Space (ein Crossover mit dem 1985 veröffentlichten Space Master), 1990; Outlaw (ein Western-Setting und ebenfalls ein Crossover mit Space Master), 1991; Time Riders (Zeitreisen, ein letztes Crossover mit Space Master), 1992; At Rapiers Point, 1993 und schließlich Arabian Nights, 1994.

### Weitere Entwicklungen
1995 wurden die Rolemaster Standard Rules (RMSS) veröffentlicht, welches einen universellen Ansatz verfolgt, indem auch viele Nicht-Fantasy Fertigkeiten im Regelwerk beschrieben werden. Das Charakter Law & Campaign Law wurde in diesem Zuge in einen Players Guide und einen GM Guide aufgeteilt. Eine spätere Auflage der Bücher war mit einer losen, leicht aufzutrennenden Klebebindung und Drei-Punkt-Lochung versehen, um sie in einen Ordner als Blattsammlung einheften und später erweitern zu können. Bis 1998 folgten einige Umstrukturierungen des Regelwerks, einige neue Zusatzbücher in Form von „Law“- und „Companion“-Büchern, sowie ein paar neue Genrebücher.
Seit 1999 ist auch Rolemaster Fantasy Roleplaying (RMFRP) erhältlich, welches das RMSS-Regelsystem explizit für Fantasy-Rollenspiel aussetzt. Seit 2006 wird Rolemaster Classic (RMC) publiziert. Dies ist eine Weiterentwicklung der immer noch populären Rolemaster II-Regeln. Es bietet zusätzlich mit Rolemaster Express (RMX) (2007) ein vereinfachtes Einstiegssystem, welches mit RMC schrittweise erweitert werden kann. Entsprechend der „Classic“-Bezeichnung geht es auch auf die ursprüngliche Benennungsart der Einzelbücher zurück, so dass diese nun wieder den „Law“-Zusatz tragen. Die neuste Produktreihe wird seit 2022 unter dem Namen Rolemaster Unified (RMU) veröffentlicht. Rolemaster Unified ist eine eigenständige Weiterentwicklung des Rolemaster-Systems und stellt im Gegensatz zu Rolemaster Classic keine direkte Weiterentwicklung der Rolemaster II-Regeln dar.

### Deutsche Version
1991 beginnend wurden die Grundregelwerke von Rolemaster II sowie die ersten drei der Companions (dt. Almanache) zunächst von Laurin, bis zu deren Konkurs im Jahre 1993, später dann von Queen Games ins Deutsche übersetzt. 1997 wurde von Queen Games der Versuch einer zweiten Edition unternommen, es wurden jedoch nur zwei „Kreaturen & Monster“-Bände veröffentlicht. Von 1998 bis 2006 gab es keinen deutschen Lizenznehmer von I.C.E.-Produkten.
Seit 2006 gibt es wieder einen deutschen Lizenznehmer und Rolemaster erschien zum 7. Juli 2007 bei der 13Mann Verlags- und Großhandelsgesellschaft mbH in Kooperation mit Sonnenfeste GbR. Die offizielle Spielwelt dieser deutschen Rolemaster-Ausgabe ist Aborea, vor der alle seit 2007 erschienenen Abenteuer angesiedelt sind.
Bisher veröffentlichte Regelwerke und Abenteuer für das deutsche RMFRP:
| Werk                        | Art              | Erscheinungsdatum |
| --------------------------- | ---------------- | ----------------- |
| Grundregelwerk (GRW)        | Regelwerk        | 7. Juli 2007      |
| Kampfhandbuch (KHB)         | Regelwerk        | 18. Oktober 2007  |
| Zauberbuch (ZB)             | Regelwerk        | 5. Dezember 2007  |
| Charakterhandbuch (CHB)     | Regelwerk        | 23. Oktober 2008  |
| Erweiterung Leitmagie (ELM) | Regelwerk        | 21. Oktober 2009  |
| Spielleiterschirm           | Spielleiterhilfe | 18. Oktober 2007  |
| Kreaturen & Monster         | Spielleiterhilfe | 15. Dezember 2010 |
| Handbuch für Spielleiter    | Spielleiterhilfe | 19. Oktober 2011  |
| Elisera (TA 1)              | Abenteuer        | 18. Oktober 2007  |
| Held alter Tage (TB 1)      | Abenteuer        | 21. März 2008     |
| Trolle! (TA 2)              | Abenteuer        | Juli 2010         |
| Der Blutende Gott (TA 3)    | Abenteuer        | Juli 2010         |
| Das Monster von Leet (TA 4) | Abenteuer        | April 2011        |
| Der kalte Tod (TA 5)        | Abenteuer        | Mai 2013          |